# Senador vitalício

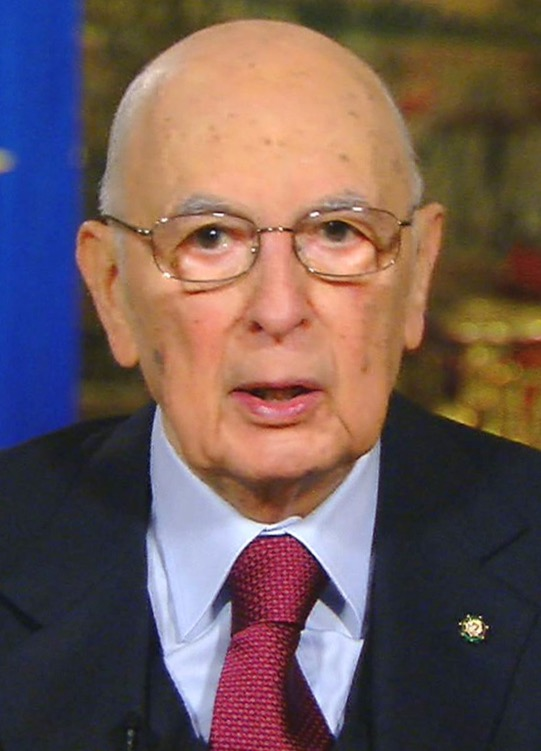
Giorgio Napolitano, ex-presidente e atual senador vitalício da Itália

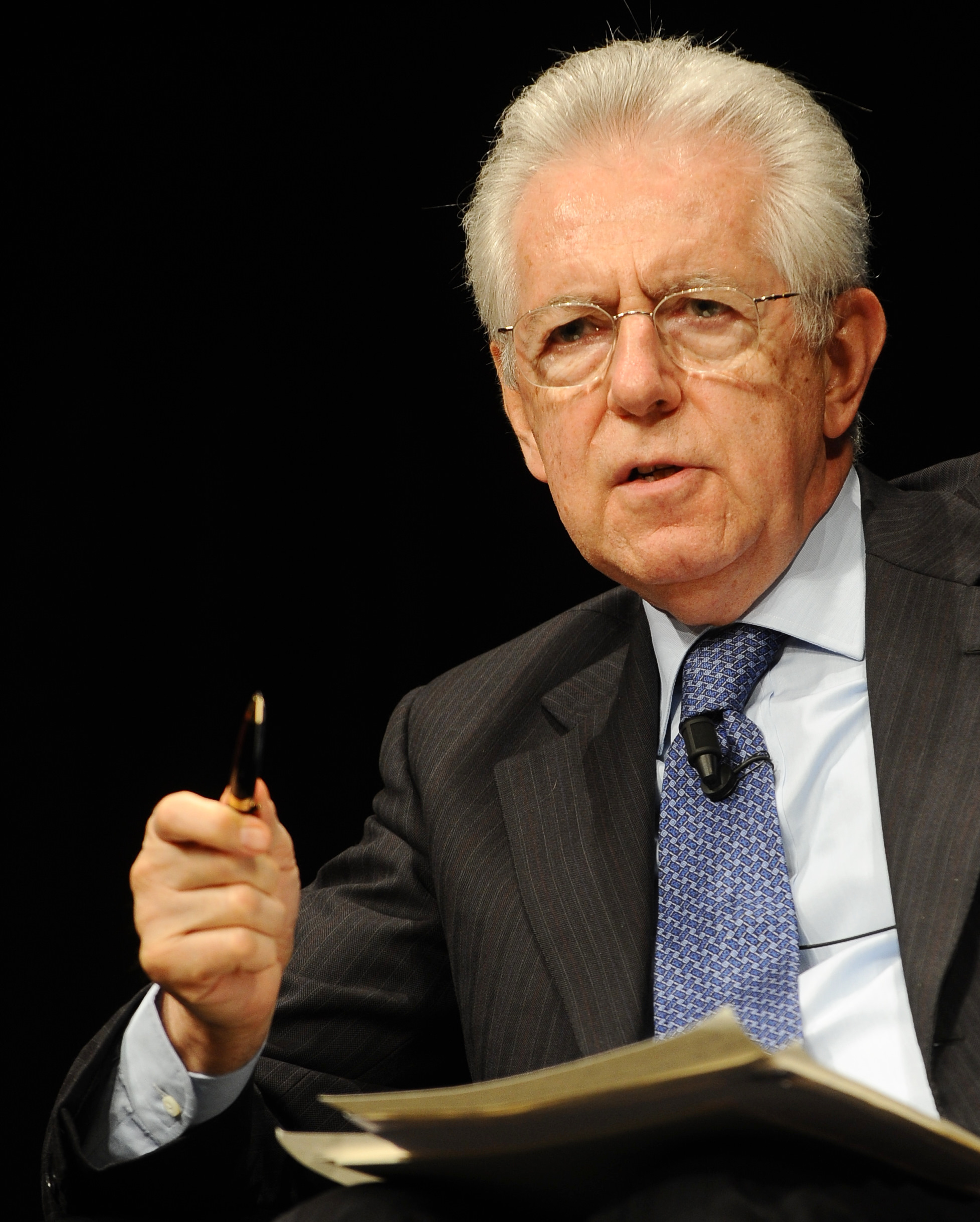
Mario Monti, ex-primeiro-ministro e atual senador vitalício da Itália

Um senador vitalício na Itália é uma prerrogativa que possuem, salvo renúncia, os ex-presidentes da Itália após o término de seu mandato como chefe de Estado. O presidente da república também pode designar cinco personalidades de alto relevo nacional para o cargo. Atualmente a Itália conta com cinco senadores vitalícios: Giorgio Napolitano,  Mario Monti, Elena Cattaneo, Renzo Piano e Carlo Rubbia. O primeiro é um ex-presidente da República e os quatro restantes estão no cargo por nomeação presidencial.

## América Latina
Na América Latina, esta figura parlamentar já existiu em quatro países, Chile, Peru, Venezuela e Brasil.
No Brasil, durante o Império, todos os senadores eram nomeados de forma vitalícia. Além de ser vitalício, o cargo era exclusivo de brasileiros natos ou naturalizados e exigia a idade mínima de quarenta anos e renda anual mínima de oitocentos mil réis. Cada senador era nomeado diretamente pelo Imperador, a quem era apresentada uma lista tríplice com candidatos eleitos nas províncias por votação majoritária e indireta. Os representantes das províncias no Senado Imperial eram escolhidos mediante critério como experiência em funções públicas e também nobilitação.